# María Mercedes Arbo
María Mercedes Arbo (Corrientes, 1945) es una botánica, curadora, profesora y exploradora argentina. En 2004 obtuvo un doctorado en Ciencias Biológicas , en la Facultad de Ciencias Agrarias de la Universidad Nacional del Nordeste, Argentina. Fue Profesora de Morfología de Plantas Vasculares en la Facultad de Ciencias Agrarias (UNNE) hasta 2007. Desarrolla actividades académicas en el "Instituto de Botánica del Nordeste", CONICET-UNNE. Fue directora de los Proyectos: "Estudio florístico del sistema Iberá (Ctes. Argentina)", "Estudio biosistemáticos en Angiospermas Americanas".
Ha realizado expediciones botánicas a Argentina, Brasil, Paraguay.

## Algunas publicaciones
- Gonzalez A.M., Salgado C.R., Fernández A. & Arbo M.M. 2012. Anatomy, pollen and chromosomes of Adenoa (Turneraceae), a monotypic genus endemic to Cuba. Brittonia 64(2):208-225.

- Arbo M.M. & Mazza S.M. 2011. The major diversity centre for Neotropical Turneraceae. Systematics & Biodiversity 9(3): 203-210

- Arbo M.M. & S.M. Espert. 2009. Morphology, phylogeny and biogeography of Turnera (Turneraceae), Taxon 58(2): 457-467.

- Arbo M.M. 2008. Estudios sistemáticos en Turnera (Turneraceae). IV. Series

Leiocarpae, Sessilifoliae y Conciliatae. Bonplandia (Argentina) 17(3-4): 107-334.
- J.S. SHORE, M.M. ARBO, A. FERNÁNDEZ. 2006. Breeding system variation, genetics and evolution in the Turneraceae. New Phytologist 171 (3) : 539 - 551

- M.M. ARBO. 2006 . Turneraceae. Flora de Grào Mogol. Boletín Universidad São Paulo 24 : 123 - 129

- A.M. GONZÁLEZ, M.M. ARBO. 2005. Anatomía de algunas especies venezolanas de Turneraceae. Acta Botanica Venezuelica 38 (2) : 369 - 394

- M.M. ARBO. 2005. Estudios sistemáticos en Turnera (Turneraceae). III. Series Anomalae y Turnera. Bonplandia 14 : 115 - 318

- M.M. ARBO. 2005. Estudio morfo-sistemático de las series de Turnera con bolsillos nectaríferos en el tubo floral. Bol. Soc. Arg. de Bot. 40 ( 55)

- S. TRUYENS, M.M. ARBO, J.S. SHORE. 2005. Phylogenetic relationships, chromosome and breeding system evolution in Turnera (Turneraceae): inferences from ITS sequence data. Am. J. of Botany 92 (10) : 1749 - 1758

- A.M. GONZALEZ, M.M. ARBO. 2004. Trichome complement of Turnera and Piriqueta. Bot. J. of the Linnean Soc. 144 : 85-97. Londres

- M.M. ARBO. 2002. Una especie nueva de Piriqueta (Turneraceae) del Parque Nacional das Emas, Goiás, Brasil. Bol. Bot. Univ. S. Paulo 20 : 13-15

- A. FERNÁNDEZ, M.M. ARBO. 2000. Cytogenetic Relationships between Turnera aurelii, T. cuneiformis (2n=8x=40) and T. orientalis (2n=6x=30)(Turneraceae). Cytologia 65 : 97 - 102

- M.M. ARBO, A. FERNÁNDEZ. 1983. Posición taxonómica, citología y palinología de tres niveles de ploidia de Turnera subulata Smith. Bonplandia 5: 211-226.

- M.M. ARBO. 1981. Anatomía de tallo y hoja de Rayleya bahiensis Cristobal (Sterculiaceae). Bonplandia 5: 51-62.

- M.M. ARBO. 1981. Novedades en Turneraceas de Brasil. Bonplandia 5: 111-122.

- M.M. ARBO. 1977. Venacion foliar menor en Byttneria (Sterculiaceae). Bonplandia 3: 211-268.

- M.M. ARBO. 1974. El polen de las palmeras Argentinas. Bonplandia 3: 171-193.

### Libros
- María Mercedes Arbo, Sara G. Tressens. 2002. Flora del Iberá. 613 pp. ISBN 950-656062-5

- 1995. Turneraceae Parte I. Piriqueta. Organization for Flora Neotropica. 156 pp. ISBN 0-89327-387-2

- 1994. Colecciones botánicas, especialmente Turneraceae, en Brasil centro-oriental. Instituto de Botánica del Nordeste. 60 pp.

## Honores
Miembro de
- Federación Argentina de Mujeres Universitarias - FAMU
- Comité Editor de Bonplandia, revista del Instituto de Botánica del Nordeste
- International Association for Plant Taxonomy - IAPT
- National Geographic Society - NGS
- Sociedad Argentina de Botánica - SAB
- Sociedad Botánica do Brasil - SBB

- La abreviatura «Arbo» se emplea para indicar a María Mercedes Arbo como autoridad en la descripción y clasificación científica de los vegetales.[2]